# 金价桥
金价桥位于中国浙江省宁波市鄞州区邱隘镇渔金村金价桥自然村，明代桥梁，建于天启元年（1621年），横跨于无名河上，为单孔平梁石桥，桥平面呈“H”形，长4米，净宽1.7米，高0.46米，2010年9月公布为鄞州区文物保护单位，2015年因五水共治需要迁移至100米外，原为东西走向，现为南北走向:431。